# Barrio el Rincón Sur
Barrio el Rincón Sur är en ort i Mexiko.   Den ligger i kommunen Ajacuba och delstaten Hidalgo, i den sydöstra delen av landet, 80 km norr om huvudstaden Mexico City. Barrio el Rincón Sur ligger 2 271 meter över havet och antalet invånare är 185.
Terrängen runt Barrio el Rincón Sur är huvudsakligen kuperad, men åt sydost är den platt. Barrio el Rincón Sur ligger uppe på en höjd. Runt Barrio el Rincón Sur är det ganska glesbefolkat, med 34 invånare per kvadratkilometer. Närmaste större samhälle är San Salvador, 11,9 km norr om Barrio el Rincón Sur. Omgivningarna runt Barrio el Rincón Sur är i huvudsak ett öppet busklandskap.